# 세군도 카스티요
세군도 카스티요(스페인어: Segundo Castillo, 1982년 5월 15일, 에콰도르 산로렌소 ~ )는 에콰도르 출신의 전 축구 선수이자 현 축구 감독이다. 현역 시절 포지션은 미드필더였으며 주로 수비형 미드필더의 위치에서 공수 조절의 역할을 수행했다. 현재 바르셀로나 SC의 감독직을 맡고 있다.